# Andrea Daňková
Andrea Daňková (* 19. června 1992 Praha) je tajemnice ředitele ÚHKT, herečka, modelka a moderátorka. V roce 2022 byla zvolena časopisem Forbes do prestižního žebříčku 30 pod 30.
Věnuje se reformě českého zdravotnictví a změně přístupu vlády i zdravotnického systému k palčivým tématům. Naposledy se zajímala o Zdravotní gramotnost, kdy v článku pro Zdravotnický deník deklarovala, že efektivní primární péčí si můžeme sáhnout na navýšení růstu HDP v průběhu příštích dvou dekádách až o 0,7 % ročně, což se postupně inkarnuje do částky až ve výši 840 miliard Kč (cca 42 miliard za rok). Hlavní ekonomická ztráta způsobená nemocemi se skládá jak z veřejných nákladů na zdravotní péči, tj. náklady systému veřejného zdravotního pojištění a dílčích nákladů z oblasti sociální (invalidní důchody, pracovní neschopnost a sociální služby hrazené z veřejných zdrojů), tak z nákladů „ušlé příležitosti“ zapříčiněné absencí nemocného, případně také jeho pečujících z trhu práce nebo rapidním zhoršením produktivity práce.

## Život a dílo
Od června 2020 působí v Ústavu hematologie a krevní transfuze na pozici tajemníka ředitele a v rozhovoru pro DVTV s Danielou Drtinovou prohlásila, že zdravotnictví je pro ni kreativnější než herectví a v budoucnosti se bude věnovat více právě zdravotnictví. K říjnu 2022 je členkou zdravotnické expertní skupiny Prostě teď, která se věnuje mimo jiné postavení primární péče ve zdravotnictví. a byla panelistkou na konferenci Forbes Lepší Česko 2022 v části Mladé Česko. Věnuje se také výuce komunikace mediků a tím i zlepšení českého zdravotnictví a péče jako lektorka a leader Komunikace na 3. lékařské fakultě Univerzity Karlovy.
V roce 2019 dokončila magisterské studium na fakultě sociálních studií Univerzity Karlovy a v roce 2022 získala titul MBA v oboru strategického managementu. Spolupracovala na manažerském vyjednání Vědeckého konsorcia s Finskem.
Již během studia střední školy byla přijata na DAMU, obor činoherního herectví. Během studia si ji vybrala Simona Stašová, se kterou v roce 2019 vystupovala v pěti představeních, například Vím, že víš, že vím nebo Drobečky z perníku. Ve třech projektech ji obsadil režisér Jiří Strach. Hostuje v pražských divadlech ABC, Na Jezerce, Bez zábradlí a Na Vinohradech. Studium DAMU úspěšně ukončila v roce 2016. V květnu 2022 ztvárnila hlavní postavu ve videoklipu Romantický smyčce skupiny O5&Radeček. V rozhovoru pro Czech Crunch však prohlásila, že skončit s herectvím a modelingem a věnovat se naplno reformám bylo nejlepší rozhodnutí jejího života.
V roce 2022 byla hostem Lucie Výborné v Českém rozhlase a rovněž hostem v pořadu Dobré ráno České televize.

## Filmografie

### Divadlo
- Vím, že víš, že vím (Městská divadla pražská)
- Drobečky z perníku (Divadlo Bez zábradlí)
- Skleněný Zvěřinec (Divadlo Bez zábradlí)
- Charleyova teta (Na Jezerce)

### Film a televize
- Šťastná (2014)
- Osmy (2014)
- Případy 1. oddělení (2014) - epizoda "Laborant"
- Labyrint (2015)
- Policie Modrava (2017) - epizoda "Hajný, který zmizel"
- Krejzovi (2018–2019)
- Vodník (2019)
- Klec (2019)
- Modrý kód (2020)
- Slunečná (2020)
- Štěstí je krásná věc (2020)
- Zločiny Velké Prahy (2021)
- Kukačky (2021)
- Polda (2021)
- Odznak Vysočina (2022) - epizoda "Spirála"
- Shoky & Morthy: Poslední velká akce (2021)
- Pánský klub (2022)